# Horace-Bénédict de Saussure
Horace-Bénédict de Saussure (Conches, 17 febbraio 1740 – Ginevra, 22 gennaio 1799) è stato un alpinista e scienziato svizzero.
È considerato il fondatore dell'alpinismo.

## Biografia

### Vita
Nacque a Conches, quartiere di Ginevra nel comune di Chêne-Bougeries. Influenzato dal padre e dallo zio materno Charles Bonnet, si dedica alla botanica. Nel 1758, incontra Albrecht von Haller. Nel 1762 è nominato, a 22 anni, professore di filosofia all'Accademia di Ginevra.
Nell'autunno del 1768, dopo una visita in Gran Bretagna, diventa membro della Royal Society. Nel 1772 fonda a Ginevra la  Société pour l'Avancement des Arts. Nonostante i suoi frequenti problemi di salute e finanziari, riesce comunque a terminare la sua opera prima della sua morte.
Nel 1784, Saussure è eletto socio straniero della Reale Accademia Svedese di Scienze, mentre il 3 aprile 1788 diviene membro straniero della Royal Society di Londra. Dal 5 settembre 1787 è socio corrispondente dell'Académie des sciences di Parigi, di cui diverrà socio straniero dal 14 gennaio 1791..
Gli è stato dedicato un cratere lunare, il Cratere Saussure, e un asteroide, 13580 de Saussure.

### Contributi scientifici
Il suo interesse per la botanica lo porterà ad intraprendere numerosi viaggi sulle Alpi. A partire dal 1773 ne studia anche la geologia. I risultati del suo lavoro attirano l'attenzione di numerosi turisti, soprattutto nelle regioni di Chamonix e di Zermatt.
Nel 1774 scala il Mont Crammont con la guida di Courmayeur Jean-Laurent Jordaney, originario di Pré-Saint-Didier, che nello stesso anno lo accompagna anche sul ghiacciaio del Miage; nel 1778 esplora il ghiacciaio di Valsorey, nelle vicinanze del colle del Gran San Bernardo; nel 1780 raggiunge la Roche Michel, vicino al colle del Moncenisio.
Nel 1760, deciso a calcolare l'altitudine del Monte Bianco, promette una ricompensa a chi per primo troverà la via per raggiungere la cima. Partecipa lui stesso a diversi tentativi insistendo sulla via dell'Aiguille du Goûter, in compagnia di Marc Théodore Bourrit e Jean-Laurent Jordaney.
L'8 agosto 1786, Jacques Balmat e Michel Gabriel Paccard, passando per le Grands Mulets, trovano la giusta direzione per la vetta e la raggiungono. Il 3 agosto 1787, accompagnato da diciotto guide e dal suo servitore, de Saussure si fa condurre in cima al Monte Bianco, dove si farà montare una tenda prima di procedere al calcolo dell'altitudine.

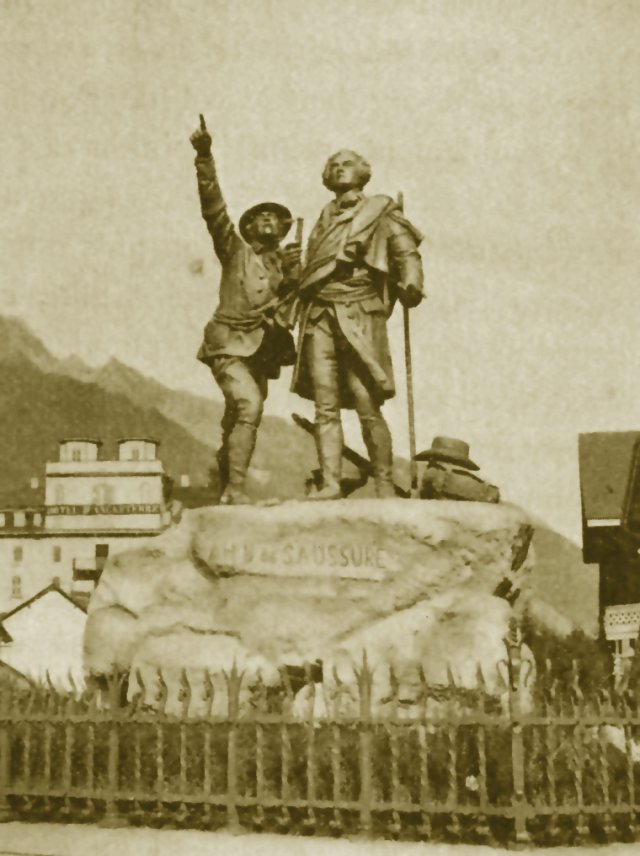
Chamonix, monumento in onore di Horace-Bénédict de Saussure in compagnia di Jacques Balmat

Nel 1788 passa diciassette giorni consecutivi sulle creste del Colle del Gigante facendo osservazioni ed esperimenti. Nel 1789 intraprende un lungo tour attorno al Monte Rosa, scalando il Pizzo Bianco (vicino a Macugnaga), passando per Alagna Valsesia, Gressoney-Saint-Jean, Champoluc, e attraversando per la prima volta il colle di saint Théodule a Zermatt esplorando il Theodulhorn.
La descrizione dei suoi sette viaggi alpestri e le sue osservazioni scientifiche sono pubblicate in quattro volumi sotto il titolo di Voyages dans les Alpes (Viaggi nelle Alpi).
Horace de Saussure condusse anche studi sul clima montano ed effettuò osservazioni meteorologiche, spesso sulle cime delle Alpi. Fornì inoltre originali contributi nel campo dell'igrometria, inventando numerosi strumenti scientifici, fra i quali un igrometro a capello, un anemometro, un elettrometro, un eudiometro, un cianometro. Descrisse i suoi esperimenti sull'umidità dell'aria nel libro Essai sur l'hygrométrie, pubblicato nel 1783.
Il figlio, Théodore de Saussure, fu anch'egli un celebre botanico, la figlia Albertine de Saussure fu una pedagogista, il nipote Henri Louis Frédéric de Saussure è stato un mineralogista ed entomologo.

## Opere

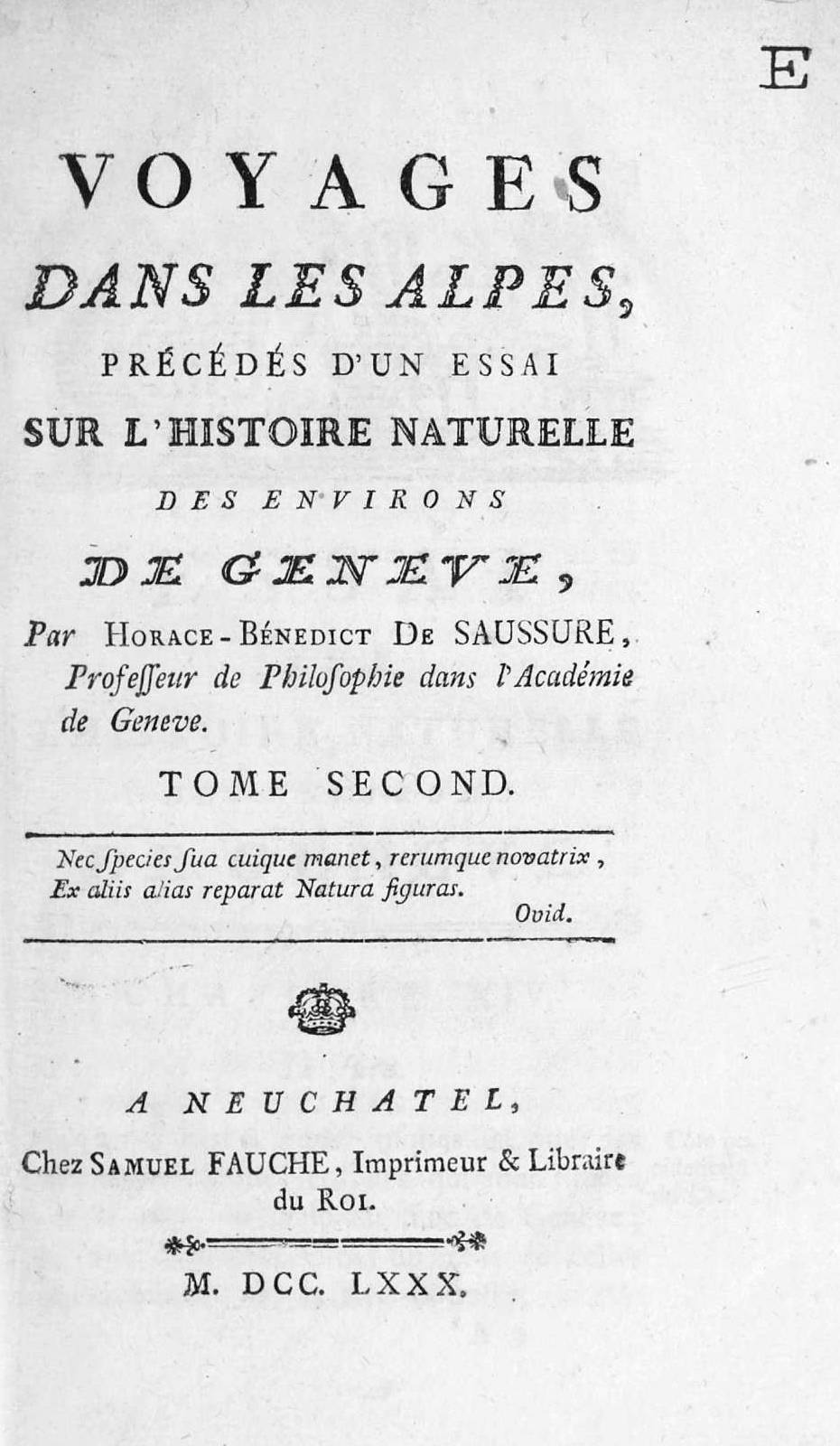
Voyages dans les Alpes, 1780

- (FR) Voyages dans les Alpes, vol. 1, Neuchâtel, Samuel Fauche, 1780.
  - (FR) Voyages dans les Alpes, vol. 2, Neuchâtel, Samuel Fauche, 1780.
- Horace Benedict de Saussure, Voyages dans les Alpes. 3, Manget Barde & François Buisson, 1786.
- Horace Benedict de Saussure, Voyages dans les Alpes. 4, Manget Barde & François Buisson, 1786.
- Systema plantarum secundum classes, ordines, genea, species, cum characteribus, differentis; nominibus trivialibus, synonimis selectis, et locis natilbus. Francoforte sul Meno, Varrentrapp Fils et Wenner, 1779
- una scelta dei suoi scritti dai "Voyages dans les Alpes" a cura di Paolo Brogi è comparsa nel 2012 in italiano col titolo "La scoperta del Monte Bianco".